# .hack//SIGN
A .hack//SIGN japán animesorozat, amely 26 részből áll és 2002-ben mutatták be.

## Története
Szinte az egész anime ebben a világban játszódik, a valóságot sötét, fekete-fehérbe hajló színekkel és hang nélkül ábrázolják. A főszereplő Cukasza, aki a világ elől amúgy is ebbe videójátékba menekült, azon veszi észre magát, hogy végletesen beragadt a szimulációba, és nem tud sehogyan sem kilépni. Ez azonban nem zavarja, még örül is neki.
Néhány játékostársa - szemben a való világgal - figyelemmel kíséri a sorsát. Így találkozik Mimiruval, aki őszintén érdeklődik iránta, illetve Bear-rel, az idősebb férfi karakterrel, aki nyomozni kezd Cukasza valóságbeli énje után. Miközben ők folyton Cukasza problémáját próbálják megfejteni, addig ő egy rejtekhelyen, egy fehér hajú alvó lány bűvöletében él, és csak nagy ritkán mozdul ki onnan.

## Epizódlista
| #   | Bemutatás dátuma     | Epizód címe  |
| --- | -------------------- | ------------ |
| 1.  | 2002. április 4.     | Role Play    |
| 2.  | 2002. április 11.    | Guardian     |
| 3.  | 2002. április 18.    | Folklore     |
| 4.  | 2002. április 24.    | Wanted       |
| 5.  | 2002. május 1.       | Captured     |
| 6.  | 2002. május 8.       | Encounter    |
| 7.  | 2002. május 15.      | Reason       |
| 8.  | 2002. május 22.      | Promise      |
| 9.  | 2002. május 29.      | Epitaph      |
| 10. | 2002. június 5.      | Compensation |
| 11. | 2002. június 12.     | Party        |
| 12. | 2002. június 19.     | Entanglement |
| 13. | 2002. június 26.     | Twilight Eye |
| 14. | 2002. július 3.      | Castle       |
| 15. | 2002. július 10.     | Evidence     |
| 16. | 2002. július 17.     | Depth        |
| 17. | 2002. július 24.     | Conflict     |
| 18. | 2002. július 31.     | Declaration  |
| 19. | 2002. augusztus 7.   | Recollection |
| 20. | 2002. augusztus 14.  | Tempest      |
| 21. | 2002. augusztus 21.  | Despair      |
| 22. | 2002. augusztus 28.  | Phantom      |
| 23. | 2002. szeptember 4.  | The Eve      |
| 24. | 2002. szeptember 18. | Net Slum     |
| 25. | 2002. szeptember 18. | Catastrophe  |
| 26. | 2002. szeptember 25. | Return       |